# Julus insularum
Julus insularum är en mångfotingart. Julus insularum ingår i släktet Julus och familjen kejsardubbelfotingar. Inga underarter finns listade i Catalogue of Life.